# 歐洲康吉鰻
歐洲康吉鰻（學名：Conger conger）是康吉鰻屬的一種魚類，原產於大西洋東北部，從冰島、挪威至塞內加爾及地中海、黑海海域，深度0至1171公尺，體長可達3米，重可達110千克，是世界上體型最大的鰻魚。

## 形態
歐洲康吉鰻體延長，尾部側扁漸細，沒有魚鱗，體色通常是灰色，但也可能是黑色，腹部是白色，沿側線有一排小白點沿，頭部幾乎呈圓錐形，略為凹陷。口鼻部圓形且突出，側面有嗅孔，大的鰓孔位於側邊，錐形齒在鉗口上成排排列，背鰭和臀鰭與尾鰭匯合，有胸鰭，但沒有腹鰭。成魚體長平均約1.5（4英尺11英寸），最長可達3（9英尺10英寸），最重可達110（240英磅）。鯙科的一些物種比它要長，但沒有它重。雌歐洲康吉鰻體型最大，平均長度可達2（6英尺7英寸），而雄鰻則為1.2（3英尺11英寸）。

## 習性

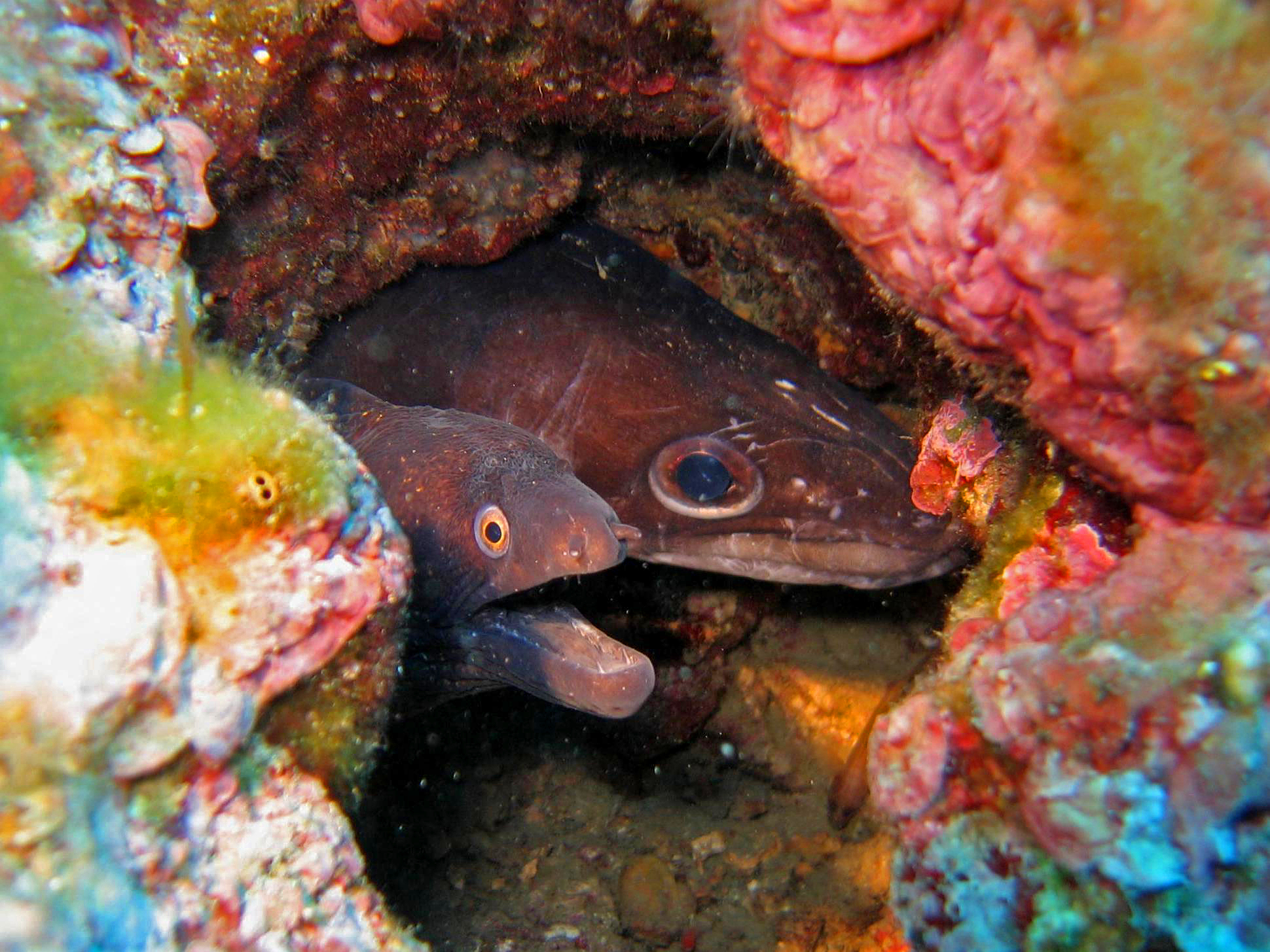
和一條鯙生活在一個洞穴裡的歐洲康吉鰻

它藏身于岩礁洞穴中，可能會與其他鰻魚共同生活，夜間出來覓食，食物主要為其他小魚、軟體動物及甲殼動物，但也有食腐傾向。當個體在5至15歲之間時，它們的身體會轉變，雄魚和雌魚的生殖器官都會增大，骨骼質量會減少，牙齒會脫落。雌魚的體重和體型似乎比雄魚增加得更多。雌性鰻魚可產下數百萬顆卵，卵孵化後，幼體開始游回較淺的水域，在那裡生活直到成熟，然後它們會遷移以重複這個循環。對人類具有攻擊性，大型個體可能對潛水員構成危險。

## 圖片

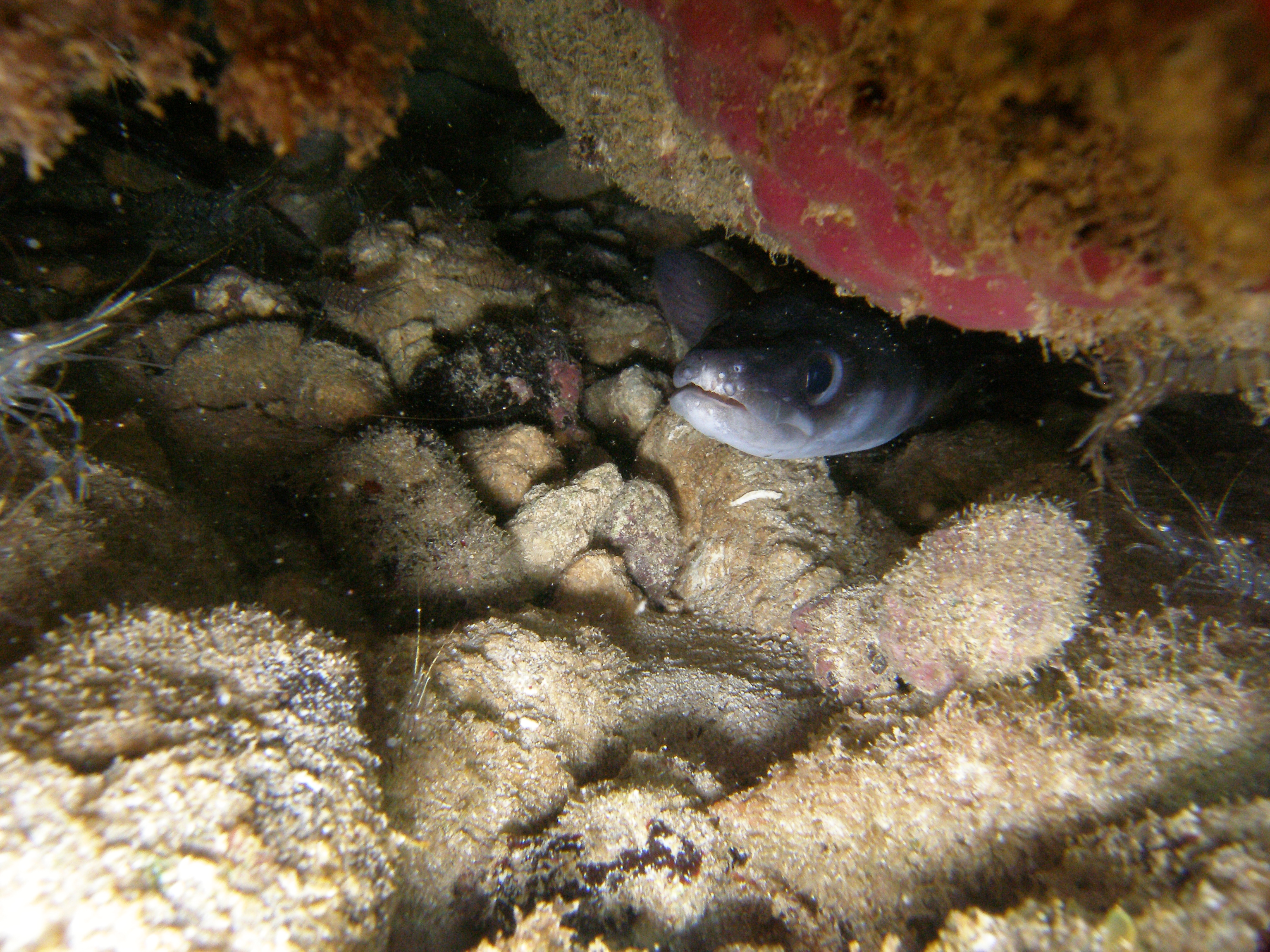
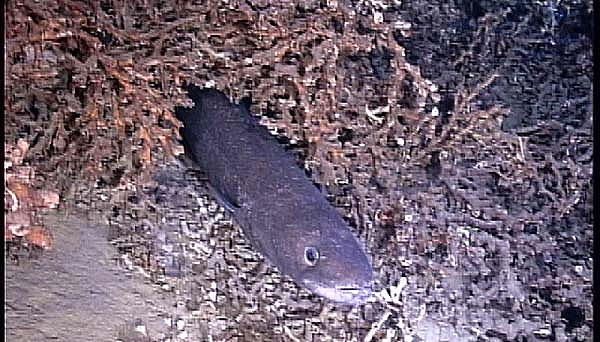
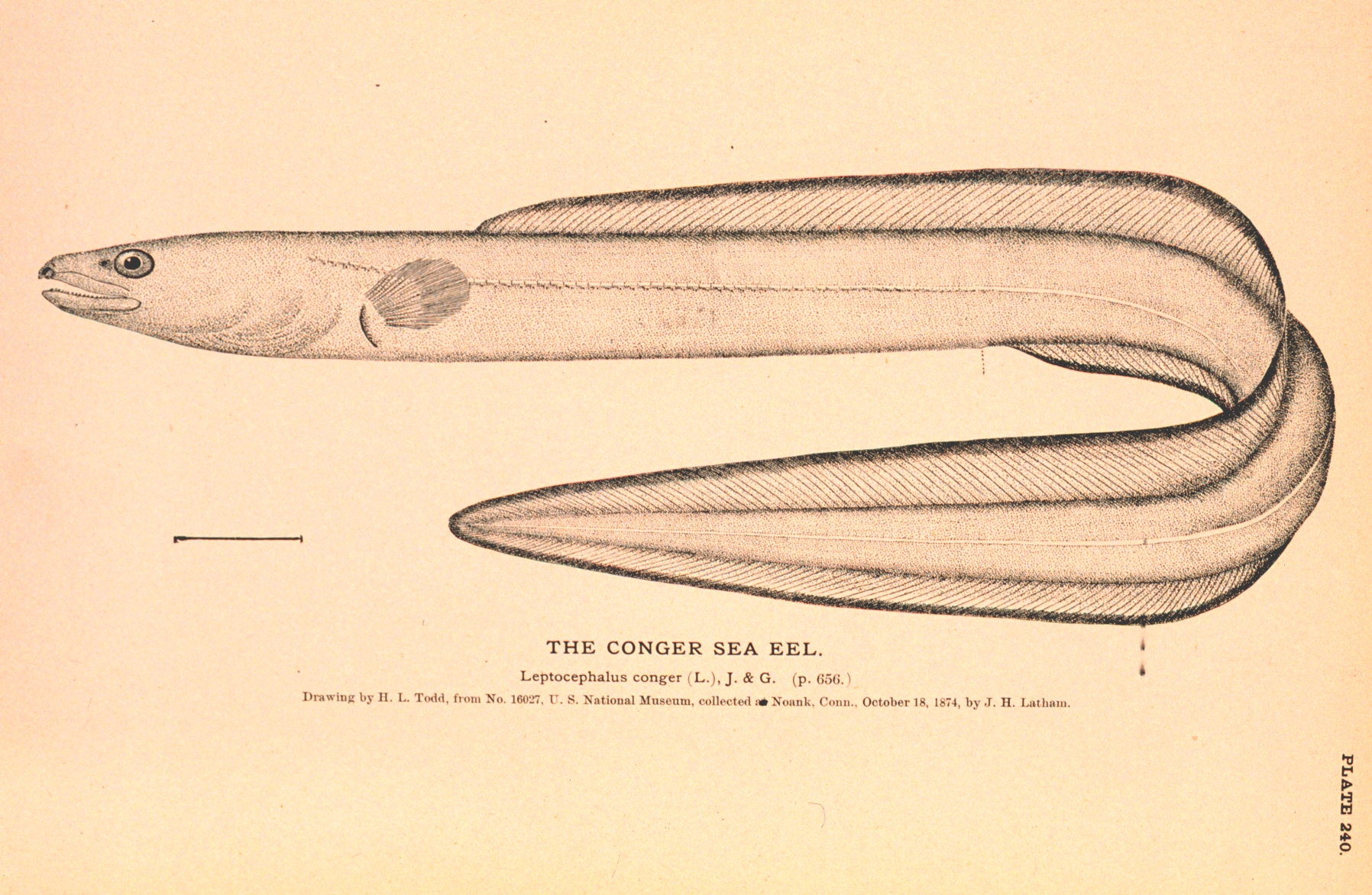

## 經濟利用
可做為食用魚、遊釣魚及觀賞魚。

## 外部連接
- 维基共享资源上的相關多媒體資源：歐洲康吉鰻
- 維基物種上的相關：歐洲康吉鰻